# Internazionali d'Italia 2009 - Qualificazioni singolare femminile
Le qualificazioni del singolare femminile degli Internazionali d'Italia 2009 sono state un torneo di tennis preliminare per accedere alla fase finale della manifestazione. I vincitori dell'ultimo turno sono entrati di diritto nel tabellone principale. In caso di ritiro di uno o più giocatori aventi diritto a questi sono subentrati i lucky loser, ossia i giocatori che hanno perso nell'ultimo turno ma che avevano una classifica più alta rispetto agli altri partecipanti che avevano comunque perso nel turno finale.
Le qualificazioni prevedevano 32 partecipanti di cui 8 sono entrati nel tabellone principale.

## Teste di serie
1. Nicole Vaidišová (ultimo turno)
2. Ayumi Morita (Qualificata)
3. Nuria Llagostera Vives (ultimo turno)
4. Karolina Šprem (primo turno)
5. Jill Craybas (Qualificata)
6. Galina Voskoboeva (primo turno)
7. Marija Korytceva (Qualificata)
8. Viktorija Kutuzova (ultimo turno)

1. Aravane Rezaï (Qualificata)
2. Tat'jana Puček (primo turno)
3. Vania King (Qualificata)
4. Hsieh Su-wei (primo turno)
5. Jaroslava Švedova (Qualificata)
6. Alice Moroni (primo turno)
7. Assente
8. Julie Ditty (ultimo turno)

## Qualificati
1. Jaroslava Švedova
2. Ayumi Morita
3. Alberta Brianti
4. Vania King

1. Jill Craybas
2. Mariana Duque-Marino
3. Marija Korytceva
4. Aravane Rezaï

## Tabellone

### Legenda
| - Q = Qualificato - WC = Wild card - LL = Lucky loser | - ALT = Alternate - SE = Special Exempt - PR = Protected Ranking | - w/o = Walkover - r = Ritirato - d = Squalificato |

### Sezione 1
|  | Primo turno | Primo turno                       | Primo turno                       | Primo turno | Primo turno |  |  | Ultimo turno | Ultimo turno      | Ultimo turno      | Ultimo turno | Ultimo turno |  |
|  |             |                                   |                                   |             |             |  |  |              |                   |                   |              |              |  |
|  | 1           | Nicole Vaidišová                  | Nicole Vaidišová                  | 6           | 6           |  |  |              |                   |                   |              |              |  |
|  |             | Eloisa-Maria Compostizo-De Andres | Eloisa-Maria Compostizo-De Andres | 1           | 1           |  |  | 1            | Nicole Vaidišová  | Nicole Vaidišová  | 2            | 5            |  |
|  | 13          | Jaroslava Švedova                 | Jaroslava Švedova                 | 6           | 6           |  |  | 13           | Jaroslava Švedova | Jaroslava Švedova | 6            | 7            |  |
|  |             | Corinna Dentoni                   | Corinna Dentoni                   | 4           | 4           |  |  |              |                   |                   |              |              |  |

### Sezione 2
|  | Primo turno | Primo turno            | Primo turno            | Primo turno | Primo turno |  |  | Ultimo turno | Ultimo turno   | Ultimo turno   | Ultimo turno | Ultimo turno |  |
|  |             |                        |                        |             |             |  |  |              |                |                |              |              |  |
|  | 2           | Ayumi Morita           | Ayumi Morita           | 6           | 6           |  |  |              |                |                |              |              |  |
|  |             | Gréta Arn              | Gréta Arn              | 2           | 3           |  |  | 2            | Ayumi Morita   | Ayumi Morita   | 6            | 6            |  |
|  |             | Tat'jana Puček         | Tat'jana Puček         | 7           | 7           |  |  |              | Tat'jana Puček | Tat'jana Puček | 3            | 3            |  |
|  | 10          | Lourdes Domínguez Lino | Lourdes Domínguez Lino | 5           | 62          |  |  |              |                |                |              |              |  |

### Sezione 3
|  | Primo turno | Primo turno            | Primo turno     | Primo turno | Primo turno |  |  | Ultimo turno | Ultimo turno           | Ultimo turno           | Ultimo turno | Ultimo turno |  |
|  |             |                        |                 |             |             |  |  |              |                        |                        |              |              |  |
|  | 3           | Nuria Llagostera Vives | 6               | 3           | 6           |  |  |              |                        |                        |              |              |  |
|  |             | Nathalie Viérin        | 0               | 6           | 3           |  |  | 3            | Nuria Llagostera Vives | Nuria Llagostera Vives | 4            | 3            |  |
|  | 17          | Alberta Brianti        | Alberta Brianti | 6           | 6           |  |  | 17           | Alberta Brianti        | Alberta Brianti        | 6            | 6            |  |
|  |             | Marina Šamajko         | Marina Šamajko  | 1           | 0           |  |  |              |                        |                        |              |              |  |

### Sezione 4
|  | Primo turno | Primo turno      | Primo turno      | Primo turno | Primo turno |  |  | Ultimo turno | Ultimo turno     | Ultimo turno     | Ultimo turno | Ultimo turno |  |
|  |             |                  |                  |             |             |  |  |              |                  |                  |              |              |  |
|  |             | Stefania Chieppa | Stefania Chieppa | 7           | 6           |  |  |              |                  |                  |              |              |  |
|  | 4           | Karolina Šprem   | Karolina Šprem   | 5           | 4           |  |  |              | Stefania Chieppa | Stefania Chieppa | 0            | 3            |  |
|  | 11          | Vania King       | Vania King       | 6           | 6           |  |  | 11           | Vania King       | Vania King       | 6            | 6            |  |
|  |             | Romina Oprandi   | Romina Oprandi   | 4           | 1           |  |  |              |                  |                  |              |              |  |

### Sezione 5
|  | Primo turno | Primo turno       | Primo turno       | Primo turno | Primo turno |  |  | Ultimo turno | Ultimo turno | Ultimo turno | Ultimo turno | Ultimo turno |  |
|  |             |                   |                   |             |             |  |  |              |              |              |              |              |  |
|  | 5           | Jill Craybas      | Jill Craybas      | 6           | 6           |  |  |              |              |              |              |              |  |
|  |             | Angelika Bachmann | Angelika Bachmann | 4           | 3           |  |  | 5            | Jill Craybas | Jill Craybas | 6            | 6            |  |
|  |             | Hsieh Su-wei      | 1                 | 6           | 6           |  |  |              | Hsieh Su-wei | Hsieh Su-wei | 2            | 1            |  |
|  | 12          | Mara Santangelo   | 6                 | 2           | 2           |  |  |              |              |              |              |              |  |

### Sezione 6
|  | Primo turno | Primo turno          | Primo turno          | Primo turno | Primo turno |  |  | Ultimo turno | Ultimo turno         | Ultimo turno         | Ultimo turno | Ultimo turno |  |
|  |             |                      |                      |             |             |  |  |              |                      |                      |              |              |  |
|  |             | Mariana Duque-Marino | Mariana Duque-Marino | 7           | 7           |  |  |              |                      |                      |              |              |  |
|  | 6           | Galina Voskoboeva    | Galina Voskoboeva    | 5           | 5           |  |  |              | Mariana Duque-Marino | Mariana Duque-Marino | 6            | 6            |  |
|  | 16          | Julie Ditty          | 6                    | 2           | 6           |  |  | 16           | Julie Ditty          | Julie Ditty          | 2            | 2            |  |
|  |             | Anna Floris          | 2                    | 6           | 2           |  |  |              |                      |                      |              |              |  |

### Sezione 7
|  | Primo turno | Primo turno       | Primo turno       | Primo turno | Primo turno |  |  | Ultimo turno | Ultimo turno     | Ultimo turno     | Ultimo turno | Ultimo turno |  |
|  |             |                   |                   |             |             |  |  |              |                  |                  |              |              |  |
|  | 7           | Marija Korytceva  | Marija Korytceva  | 6           | 6           |  |  |              |                  |                  |              |              |  |
|  |             | Nastassja Burnett | Nastassja Burnett | 4           | 2           |  |  | 7            | Marija Korytceva | Marija Korytceva | 7            | 6            |  |
|  |             | Alice Moroni      | Alice Moroni      | 7           | 6           |  |  |              | Alice Moroni     | Alice Moroni     | 63           | 1            |  |
|  | 14          | Varvara Lepchenko | Varvara Lepchenko | 5           | 4           |  |  |              |                  |                  |              |              |  |

### Sezione 8
|  | Primo turno | Primo turno        | Primo turno        | Primo turno | Primo turno |  |  | Ultimo turno | Ultimo turno       | Ultimo turno       | Ultimo turno | Ultimo turno |  |
|  |             |                    |                    |             |             |  |  |              |                    |                    |              |              |  |
|  | 8           | Viktorija Kutuzova | Viktorija Kutuzova | 6           | 6           |  |  |              |                    |                    |              |              |  |
|  |             | Claudia Giovine    | Claudia Giovine    | 1           | 3           |  |  | 8            | Viktorija Kutuzova | Viktorija Kutuzova | 2            | 0r           |  |
|  | 9           | Aravane Rezaï      | Aravane Rezaï      | 6           | 6           |  |  | 9            | Aravane Rezaï      | Aravane Rezaï      | 6            | 3            |  |
|  |             | Martina Trevisan   | Martina Trevisan   | 2           | 2           |  |  |              |                    |                    |              |              |  |